# Метео-Франс
Метео-Франс (фр. Météo-France) — французька урядова організація, призначена для координації зусиль та проведення робіт у країні з дослідження та прогнозування погодних явищ і попередження про них.
Метео-Франс була заснована за урядовим декретом в червні 1993 року та є відділом Міністерства транспорту. Штаб-квартира організації зноходиться в Парижі, але багато операцій проводиться також у центрі в Тулузі. Річний бюджет організації становить 300 млн євро та складається з державних грантів, платні за авіаційні діспетчерські послуги та надходження з інших комерційних послуг.
Організація має значне міжнародне значення, є одним з провідних членів EUMETSAT, що відповідає за супутники Meteosat. Метео-Франс активно працює у заморських володіннях Франції, місцями розташування головних офісів за межами Європи є Мартиніка, Нова Каледонія, Французька Полінезія і Реюньйон. Офіс у Реюньйоні є регіональним спеціалізованим метеорологічним центром, що відповідає за прогнозування та попередження про тропічні циклони на південному заході Індійського океану.